# پتک جادوگران

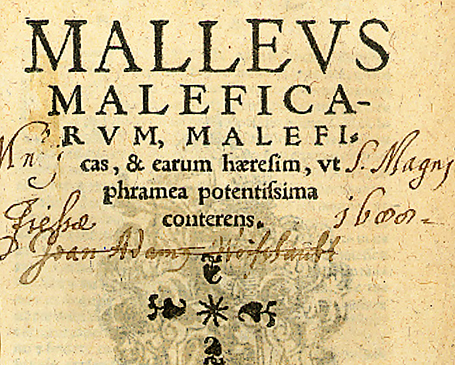
جلد چاپ هفتم Malleus Maleficarum کلن، ۱۵۲۰ (از University of Sydney Library). عنوان لاتین آن "MALLEUS MALEFICARUM, Maleficas, & earum hæresim, ut phramea potentissima conterens" است. (Generally translated into English as The Hammer of Witches which destroyeth Witches and their heresy as with a two-edged sword).

چکش جادوگران یا مالوس مالیفیکاروم (به انگلیسی: Hammer of the Witches)؛ دیگر زبان‌ها، مالوس مالیفیکاروم (به لاتین: Malleus Maleficarum) برای چکش جادوگران می‌باشد چکش جادوگران یک رساله نفرت انگیز دربارهٔ جادوگران است که در ۱۴۸۶ بدست هنریش کرمر (به انگلیسی Heinrich Kramer) یک مفتش عقاید وابسته به کلیسای کاتولیک نوشته شده و نخستین بار در ۱۴۸۷ در آلمان چاپ شده‌است.
هدف اصلی مالوس کوشش برای رد سیستماتیک استدلال‌هایی است که ادعا می‌کند جادوگری وجود خارجی ندارد، و رد کسانی که کوشش می‌کنند تا درباره واقعیت آن شک ایجاد کنند، و ادعای این که جادوگران بیشتر زن هستند نه مرد، است.

## خاستگاه
مسیحیت هم همچون اسلام و زرتشت، مخالف سرسخت جادوگری بوده است، با این تفاوت که در قرون وسطی سرنوشت غمبارتری در انتظار جادوگران بود: مرگ . کلیسای کاتولیک ،ساز و کار دقیقی برای شناسایی و کشتن و آتش زدن آنان داشت و آن این که از طریق کتابی تحت عنوان چکش جادوگران(Malleus  Maleficarum) این افراد را تحت تعقیب قرار می داد ، شناسایی می کرد و عاقبت می کشت.کتاب "چکش جادوگران " یا مالوس مالیفیکاروم،در حقیقت یک کتاب راهنما برای شکار جادوگران در سراسر قرون وسطی در اروپا بود.این کتاب را دو تن از مفتشان عقاید کلیسای کاتولیک به نام های«هنریش کرمر» و «جیمز اسپرانگر»(که همچنین جاکوب اسپرانگر نیز شناخته می‌شد)در سال ۱۴۸۷ میلادی چاپ کردند.چاپ اول این کتاب در سال ۱۴۸۷ در آلمان منتشر شد.هدف مهم این دو فرد از نگارش این کتاب،تکذیب استدلال های مورد ادعا در اعمال جادوگران بود تا بدین طریق این افراد شناسایی و محاکمه شوند.کرامر در سال ۱۴۸۴ اولین تلاش هایش را برای شکنجه و آزار جادوگران در منطقه تایرول (Tyrol)  -ناحیه ای در شرق کوه های آلپ واقع در غرب اتریش و شمال ایتالیا– آغاز کرد.تلاش او البته، موفقیت آمیز نبود و کرامر از این منطقه بیرون انداخته شد و اُسقف محلی به او لقب "پیرمرد خرف" را داد!کرامر بعد از این شکست و تحقیر، تصمیم گرفت برای انتقام کتابی علیه جادوگران بنویسد.کتاب چکش جادوگران سال ۱۴۸۴ نوشته شد و فرمان پاپ به عنوان مقدمه ای در ابتدای آن آورده شد.مقدمه، مورد تأیید کالج الهیات دانشگاه کلن آلمان قرار گرفت.بین سال های ۱۴۸۷ تا ۱۵۲۰ ،کتاب ۱۳ مرتبه به  چاپ رسید و در فاصله سال های ۱۵۷۴ تا ۱۶۶۹ هم جمعاً ۱۶ بار تجدید چاپ شد.

## مطالب
در مالوس مالیفیکاروم گفته می‌شود که سه عنصر برای جادوگری لازم است: نیت شیطانی جادوگر، کمک شیطان، و اجازه خدا. این رساله به سه بخش تقسیم گشته‌است. بخش نخست کوشش می‌کند کسانی که جادوگری ویچ کرافت را رد می‌کنند، نقد نماید. بخش دوم دربارهٔ شکل‌های واقعی ویچ کرافت می‌باشد. بخش سوم در واقع کمک به قاضی در کشمکش با جادوگر می‌باشد.